# Matilde Ravizza
Matilde Ravizza, née le 27 décembre 1971 à Moncalieri, est une coureuse de fond italienne. Elle a remporté la médaille d'argent au Trophée mondial de course en montagne 1998 et a terminé troisième du Grand Prix alpin 1998.

## Biographie
Matilde se distingue sur marathon en 1997. Le 13 avril, elle termine 22e du marathon de Londres, réalisant son record personnel sur la distance en 2 h 38 min 14 s. Le 15 juin, elle prend part au marathon des Jeux méditérannéens à Bari. Elle se classe quatrième en 2 h 49 min 57 s. Le 30 novembre, elle effectue une excellente course lors du marathon de Florence. Dominant la course, elle s'impose avec près de deux minutes d'avance sur Sonia Marini.
Matilde connaît une excellente saison 1998 de course en montagne. Le 23 août, elle remporte la victoire au Challenge Stellina devant Maria Grazia Roberti et Lara Peyrot. Le 20 septembre, elle profite de l'absence d'Isabelle Guillot et de Gudrun Pflüger au Trophée mondial de course en montagne à Entre-Deux pour réaliser une bonne course. Tandis que la Tchèque Dita Hebelková survole les débats pour décrocher le titre, Matilde parvient à prendre le meilleur sur la Noé-Zélandaise Melissa Moon pour décrocher la médaille d'argent. Elle remporte de plus l'or par équipes avec Maria Grazia Roberti et Rosita Rota Gelpi,. Le 27 septembre et Hochfelln. Avec ses deux victoires sur quatre épreuves durant le Grand Prix alpin, elle termine à la troisième place du classement général.
Pratiquant également le triathlon et le duathlon, Matilde s'illustre dans cette dernière discipline en décrochant la médaille d'argent aux championnats d'Italie 1999 à Zibido San Giacomo derrière Valentina Tauceri.

## Palmarès en athlétisme

### Route/cross
| Année | Compétition              | Lieu              | Place | Épreuve       | Temps           |
| ----- | ------------------------ | ----------------- | ----- | ------------- | --------------- |
| 1994  | Marathon de Vigarano     | Vigarano Mainarda | 2e    | Marathon      | 2 h 49 min 9 s  |
| 1995  | Corriferrara             | Ferrare           | 3e    | Semi-marathon | 1 h 17 min 43 s |
| 1995  | Semi-marathon de Bologne | Bologne           | 3e    | Semi-marathon | 1 h 18 min 33 s |
| 1995  | Marathon de Turin        | Turin             | 7e    | Marathon      | 2 h 42 min 42 s |
| 1997  | Semi-marathon de Pistoia | Pistoia           | 3e    | Semi-marathon | 1 h 16 min 54 s |
| 1997  | Jeux méditerranéens      | Bari              | 4e    | Marathon      | 2 h 49 min 57 s |
| 1997  | Marathon de Florence     | Florence          | 1re   | Marathon      | 2 h 47 min 0 s  |

### Course en montagne
| no  | féminin            | Course                                | Longueur | Départ            | Temps       |
| --- | ------------------ | ------------------------------------- | -------- | ----------------- | ----------- |
| 2e  | Médaille d'argent  | Challenge Stellina                    | 8,1 km   | 18 août 1996      | 50 min 21 s |
| 3e  | Médaille de bronze | Challenge Stellina                    | 8,1 km   | 24 août 1997      | 49 min 10 s |
| 1re | Médaille d'or      | Challenge Stellina                    | 8,1 km   | 23 août 1998      | 48 min 33 s |
| 2e  | Médaille d'argent  | Trophée mondial de course en montagne | 8,27 km  | 20 septembre 1998 | 46 min 59 s |
|     | Médaille d'or      | Course de montagne du Hochfelln       | 8,9 km   | 27 septembre 1998 | 50 min 13 s |
| 5e  | 5e                 | Trophée mondial de course en montagne | 8,9 km   | 9 septembre 2000  | 51 min 22 s |
| 3e  | Médaille de bronze | Challenge Stellina                    | 8,1 km   | 22 août 2004      | 48 min 59 s |

## Palmarès en duathlon et triathlon
Le tableau présente les résultats les plus significatifs (podium) obtenus sur le circuit national de duathlon et triathlon depuis 1999,.
| Année | Compétition                                            | Pays   | Position          | Temps          |
| ----- | ------------------------------------------------------ | ------ | ----------------- | -------------- |
| 1999  | Championnats d'Italie de duathlon - Zibido San Giacomo | Italie | Médaille d'argent | 2 h 0 min 19 s |

## Records
| Épreuve       | Performance     | Date             | Lieu               |
| ------------- | --------------- | ---------------- | ------------------ |
| 10 000 mètres | 35 min 35 s 0   | 30 avril 2000    | Frosinone          |
| 5 kilomètres  | 16 min 50 s     | 15 novembre 1998 | Molinella          |
| 10 kilomètres | 33 min 12 s     | 1er août 2004    | Adrara San Martino |
| 15 kilomètres | 52 min 21 s     | 18 octobre 1998  | Cassino            |
| Semi-marathon | 1 h 16 min 33 s | 8 avril 1996     | Prato              |
| Marathon      | 2 h 38 min 14 s | 13 avril 1997    | Londres            |